# Протекторат Аннам
Протекторат Аннам (фр. Protectorat d'Annam) — колониальное владение Франции, существовавшее во Вьетнаме в конце XIX — первой половине XX веков.

## История
В конце 1870-х годов вьетнамское правительство предприняло усилия для развития северной части страны, в результате чего за 1876—1880 годы стоимость импорта возросла в 12, а экспорта — в 29 раз. Четверть объёма внешней торговли приходилась на Китай, на втором месте стояли США, а Франция занимала во внешнеторговом обороте Вьетнама лишь 5 %. Это её совершенно не устраивало, и в 1882 году французские войска вторглись в северный Вьетнам. Китайское правительство расценило это как покушение на сюзеренитет Китая над Вьетнамом, и началась франко-китайская война. После серии военных поражений вьетнамцы были вынуждены подписать договор о протекторате. Так как на севере страны отсутствовала местная верховная власть («законная» династия Ле была свергнута ещё в конце XVIII века, что привело к практически постоянным восстаниям на протяжении всего XIX века), она была выделена в отдельную колониальную единицу — протекторат Тонкин; остальная часть вьетнамской территории стала протекторатом Аннам.
В Аннаме формально главой государства оставался император, правивший с помощью своего чиновничьего аппарата, из сферы компетенции которого изымались лишь управление таможнями и организация общественных работ. В столице Хюэ расположилась штаб-квартира верховного резидента Аннама и Тонкина, который контролировал деятельность столичной и провинциальной вьетнамской администрации, прямо не вмешиваясь в её функции. Однако вскоре французские власти на территории Аннама стали забирать в свою пользу все мелкие и портовые налоги, устанавливаемые на морских таможнях и не попадающие под действие договора 1884 года. Также французы стали "недопоставлять" собранные налоги в Хюэ; вьетнамцы возмущались, но сделать ничего не могли.
В 1885 году регент Тон Тхат Тхюет вывез из Хюэ малолетнего императора Хам Нги и от его имени обратился ко всему населению Вьетнама с призывом браться за оружие. Патриотический клич положил начало движению Канвыонг («в поддержку правителя»). В 1887 году французам удалось подавить восстание.
Указом от 17 октября 1887 года все французские владения в Индокитае были объединены в единый Индокитайский Союз, который полностью находился в ведении Министерства колоний; при этом статус колонии из всех территорий Союза имела лишь Кохинхина. В 1889 году была ликвидирована должность верховного резидента Аннама и Тонкина, и обе эти части Вьетнама перешли в подчинение генерал-губернатора Индокитайского Союза; в каждом из протекторатов французские администрации возглавлялись отдельными верховными резидентами.
В 1897 году Индокитайский Союз возглавил Поль Думер. Декретом от 26 сентября 1897 года он фактически упразднил высшие традиционные органы императорской власти: Тайный совет и Регентский совет были объединены в Совет министров, которым стал управлять французский резидент в Аннаме.
В 1898—1900 годах в протекторате был создан Совет протектората, целиком состоявший и французов, который должен был снабжать центральные административные структуры детальной экономической информацией, а также консультировать эти структуры при принятии важных решений. Благодаря отстранению от работы вьетнамских налоговых и финансовых чиновников резко сократились случаи вымогательства, взяточничества и коррупции финансовых органов, что облегчило положение основной массы налогоплательщиков. В результате проведённых реформ у бюджета протектората появилось положительное сальдо. 
20 сентября 1911 года президент Франции утвердил декреты, расширяющие автономию протекторатов и направленные на децентрализацию власти. В рамках реализации этих декретов после Первой мировой войны в Аннаме была создана  Туземная консультативная палата, часть состава которой была выборной, а остальные члены назначались генерал-губернатором.
После Второй мировой войны 2 сентября 1945 года на всей вьетнамской территории коммунистами была провозглашена Демократическая Республика Вьетнам.
В 1948 году Франция пришла к выводу, что нужно создать политическую альтернативу государству коммунистов. 27 мая 1948 года было создано Временное центральное правительство Вьетнама, которое возглавил президент Кохинхины Нгуен Ван Суан. 14 июля 1949 года Кохинхина, Аннам и Тонкин объединились в Государство Вьетнам.